# Klasse A 1910/1911
Druhý ročník Klasse A 1910/1911 (Lucemburské fotbalového mistrovství) se konal od září do 9. dubna 1911.
Turnaje se zúčastnili čtyři kluby, které hrály systémem každý s každým v jedné skupině. Vítězem turnaje se stal obhájce minulého ročníku Sporting Lucemburk, který porazil v dodatečném utkání SC Differdingen 3:0 a získal tak druhý titul.